# Game (entreprise)
Pour les articles homonymes, voir Game.

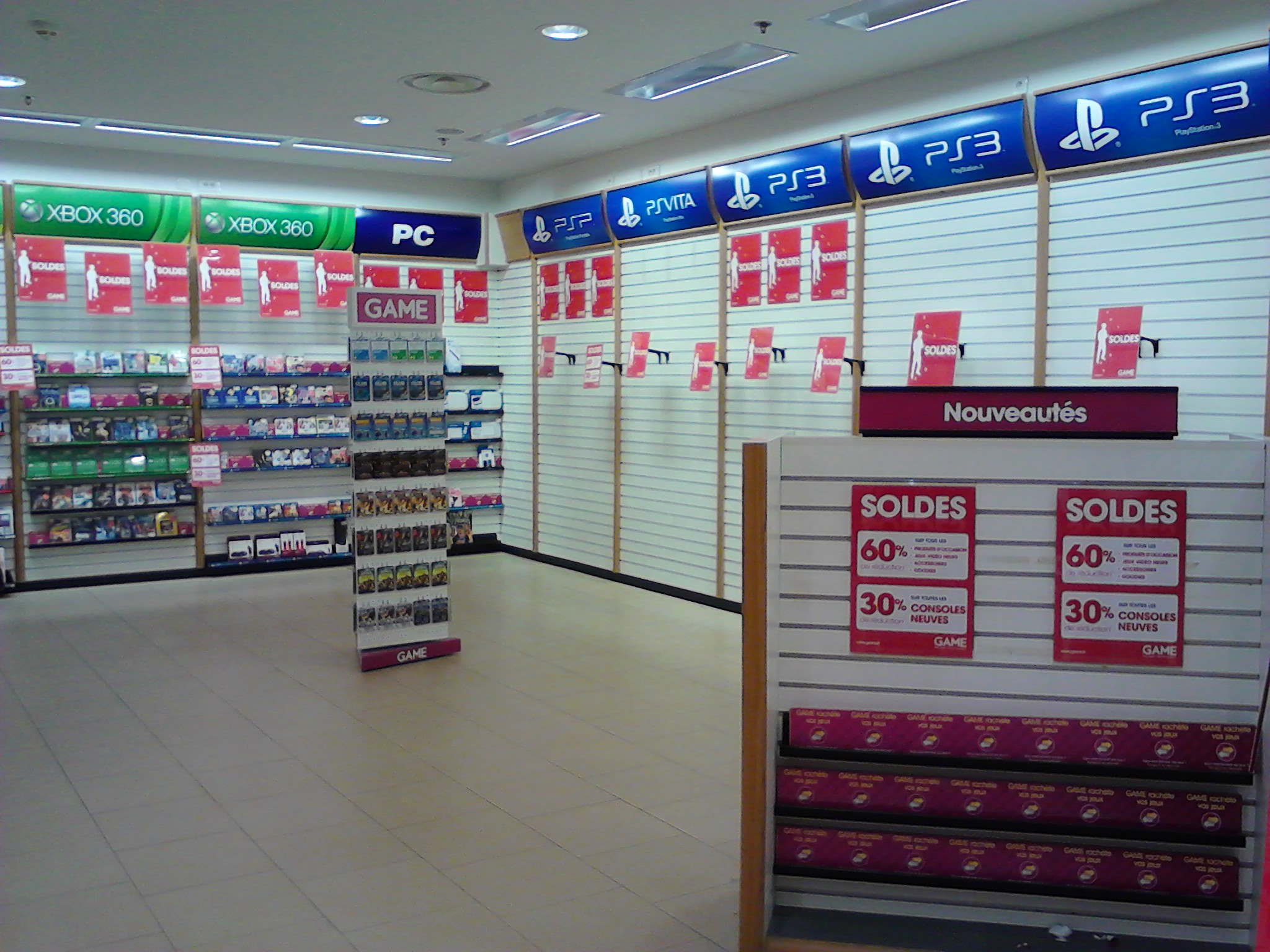
Un magasin Game à Strasbourg.

GAME (anciennement SCORE-GAMES puis Score Game) est une chaîne de magasins de vente de jeux vidéo et de films neufs ou d'occasion, créée en 1992 et liquidée en 2013.

## Histoire

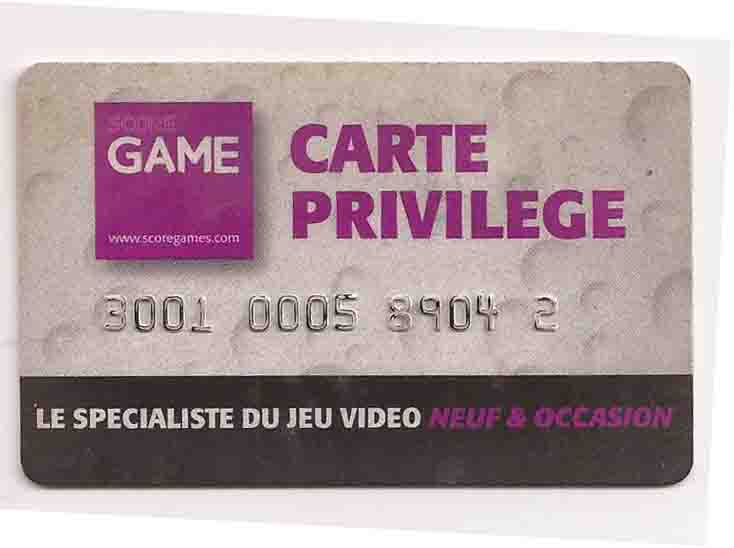
Ancienne carte de fidélité Score Game.

En 1992, la société SCORE-GAMES est créée, avec l’ouverture d’un premier magasin à Paris, rue des Écoles.
En 1996, le magasin de Saint-Lazare ouvre, il est le premier magasin de l’enseigne en termes de surface et de chiffre d’affaires.
En 2001, SCORE-GAMES est acquis par le groupe GAME, leader européen du jeu vidéo. La société compte alors 37 magasins, qui font l’objet d’un « relooking » progressif pour une rénovation totale de l’ensemble du réseau.
En 2002, un premier magasin aux normes du nouveau concept ouvre au centre commercial Carré Sénart (77).
En 2003, 58 magasins et le logo passent de « SCORE-GAMES » à « Score GAME ».
En 2004, 9 nouveaux magasins ouvrent.
En 2005, 15 nouvelles ouvertures sont réalisées. La même année, le réseau ADDON est acquis. Il comprenait 20 magasins, dont 10 franchisés.
En 2007, 8 nouveaux magasins sont ouverts. Les 158 magasins MAXILIVRES sont acquis.
En 2008, l'entreprise possède plus de 180 magasins. Son enseigne passe de « Score GAME » à « GAME ».
En 2011, la maison mère basée en Angleterre accuse des pertes record d'un montant de 43,2 millions de livres. 
En 2012, les difficultés pour la maison mère en Angleterre sont croissantes avec la fermeture en mars de 35 magasins. L'ensemble du groupe international est racheté par OpCapita, qui n'est pas intéressé à reprendre la filiale française, Game France, qui devient autonome et de ce fait, est mise en grande difficulté. Le 13 août, 15 magasins en France sont fermés, puis Game France est mis le 4 septembre en redressement judiciaire. L'entreprise emploie alors 958 personnes dans 191 magasins en France.
Les magasins ferment définitivement leurs portes le 19 janvier 2013 sous l'obligation d'une décision de liquidation judiciaire.
Plusieurs magasins ont depuis été repris par les entreprises Micromania et Game Cash, qui se spécialisent elles aussi dans la vente de jeux vidéo.